# Harry Belafonte
Harold George „Harry” Belafonte, Jr., (New York, 1927. március 1. – New York, 2023. április 25.) Tony-, Emmy- és többszörös Grammy-díjas amerikai énekes, társadalmi aktivista, színész és producer.

## Élete
Harry Belafonte 1927. március 1-jén született New Yorkban Harold George Belafonte és Malvene Love Wright gyermekeként.
Tanulmányait a Social Research Dramatic Workshopban végezte 1946-1948 között.

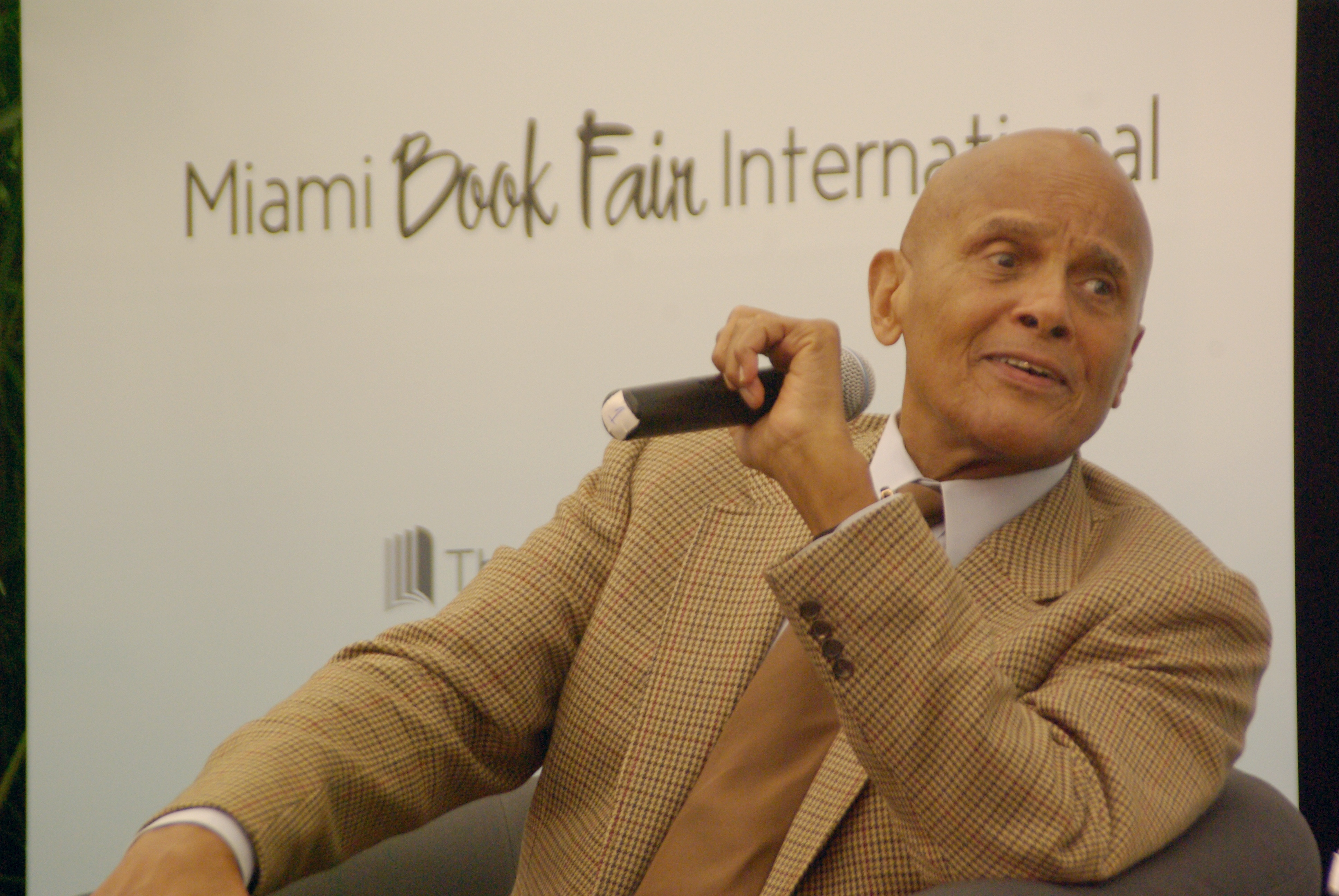
2011-ben

Közben 1943-1945 között katonaként szolgált a második világháborúban, majd munkás lett. 1952-1953 között éjszakai mulatókban lépett fel. 1953-tól az Amerikai Néger Színház tagja, Hollywoodban a Metro szerződtette. Az 1956-ban megjelent Calypso című lemeze 31 héten vezette a Billboard 200-as listát, és a lemezeladási statisztikában elsőként lépte át az egymilliós példányszámot. 1970-ben Sidney Poitier-val megalapította a Belafonte Enterprises Inc.-t, melynek elnöke. 1970-től producer. 1987-től az UNICEF jószolgálati nagykövete.
1957-ben feleségül vette Julie Robinson-t.
Gyermekei: Shari Belafonte modell, színész, író, énekes; David Belafonte, Gina Belafonte.

## Filmjei

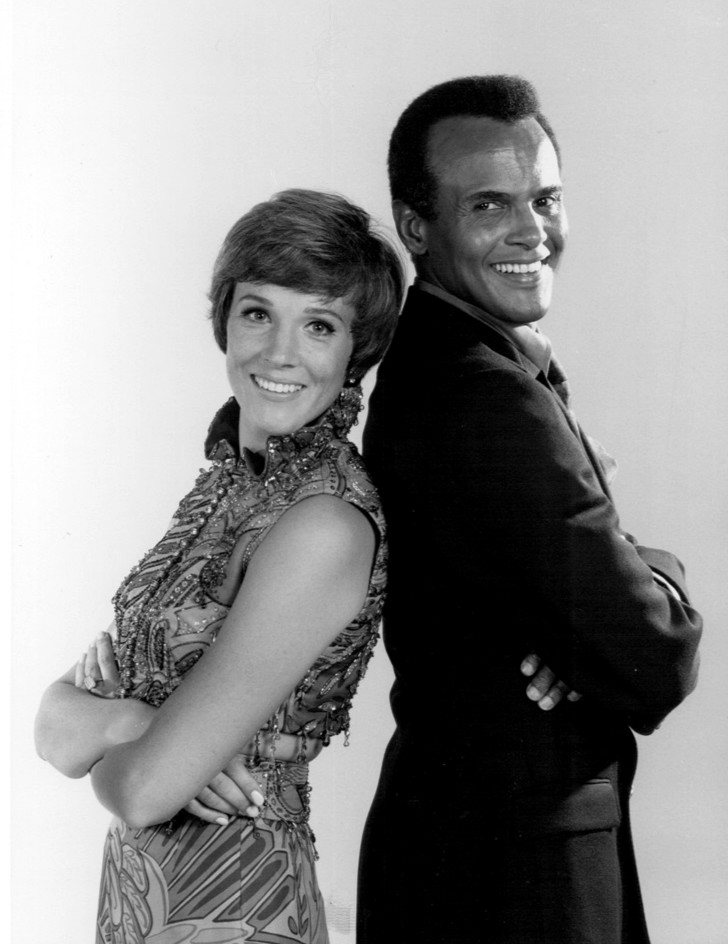
Julie Andrews és Harry Belafonte

- Világos út (1953)
- Carmen Jones (1954)
- Sziget a napon (1957)
- A világ, a hús, az ördög (1958)
- Előny a holnappal szemben (1959)
- Levine, az angyal (1970)
- Buck és a prédikátor (1972)
- Uptown Saturday Night (1974)
- Muppet show (1976)
- Első pillantás (1984)
- Készruha (1994)
- Kansas City (1995)
- Fekete Amerika (1995)
- Nincs igazság (1999)
- Swing vote (1999)
- Once Upon a Time (2005)
- Bobby (2006)

## Művei

### Kislemezek
- We Are the World (1985)

### Nagylemezek
- Mark Twain and Other Folk Favorites (1954)
- Belafonte (1956)
- Calypso (1956)
- An Evening with... (1957)
- Sings of the Caribbean (1957)
- To wish you a Merry Christmas (1958)
- Belafonte Sings the Blues (1958)
- Love Is a Gentle Thing (1959)
- Porgy and Bess (1959)
- Belafonte At Carnegie Hall (1959)
- My Lord What a Mornin' (1959)
- Belafonte Returns to Carnegie Hall (1960)
- Swing Dat Hammer (1960)
- Jump Up Calypso (1961)
- Midnight Special (1962)
- The Many Moods of Belafonte (1962)
- Streets I Have Walked (1963)
- Belafonte At the Greek Theatre (1964)
- Ballads, Blues and Boasters (1964)
- In my quiet room (1966)
- Calypso in Brass (1966)
- Belafonte on Campus (1967)
- Belafonte sings of love (1968)
- This Is Harry Belafonte (1970)
- Homeward Bound (1970)
- Belafonte by request (1970)
- Paradise in Gazankulu (1988)
- Belafonte '89 (1989)

Ĉ==Díjai==
- Tony-díj (1954)
- Emmy-díj (1960)
- Mandela-díj (1990)
- New York-i Filmkritikusok díja (1996)
- Marian Anderson-díj (1999)
- Grammy-díj (1961), (1966), (2000)
- Hollywood-i filmdíj (2006)